# Casearia
Casearia é um género botânico pertencente à família Salicaceae.

## Espécies
- C. albicans
- C. arborea (Rich.) Urb.)
- C. aculeata (Jacq.)
- C. atlantica
- C. barteri
- C. commersiana
- C. coriifolia
- C. corymbosa (Kunth.)
- C. crassinervis
- C. dallachii (F.Muell.)
- C. decandra (Jacq.)
- C. elliptica (Willd.) (= C. tomentosa (Roxb.))
- C. engleri
- C. flavovirens
- C. flexula
- C. fuliginosa (Blanco) Blanco)
- C. gladiiformis
- C. gossypiosperma (Briq.)
- C. grandiflora (A.St.-Hil.)
- C. graveolens (Dalzell)
- C. guianensis (Urb.)
- C. hirsuta (Sw.)
- C. kaalaensis
- C. lasiophylla
- C. macrocarpa
- C. mannii
- C. mauritiana
- C. megacarpa
- C. mexiae
- C. nitida (L.)
- C. obliqua (Spreng.)
- C. pauciflora (Cambess.)
- C. praecox (Griseb.)
- C. pringlei
- C. quinduensis (extinta)
- C. rufens (Camb.)
- C. sylvestris (Sw.)
- C. tachirensis (Steyerm.)
- C. tinifolia (extinta)
- C. tomentosa (Roxb.)
- C. williamsiana
- C. wynadensis